# 小川慶治朗
小川慶治朗（日语：小川 慶治朗；1992年7月14日—），日本足球運動員，司職前鋒，現效力日職球隊橫濱FC。

## 俱樂部生涯
小川庆治朗1992年7月14日出生在日本兵库县的三田市。2010年3月27日，小川庆治朗在与横滨水手的比赛中上演处子秀。当时，小川庆治朗只有17岁，他是神户胜利船史上最年轻的出场选手。
6月16日，在神户胜利船客场与磐田喜悦的比赛中，小川庆治朗上演“帽子戏法”，他成为俱乐部史上上演“帽子戏法”年龄最小的球员。在日职联赛史上，小川庆治朗也是上演“帽子戏法”年龄第3小的球员。
神户胜利船官方宣布，前锋小川庆治朗租借加盟湘南比马至本赛季结束。
神户胜利船的小川庆治朗凭借在与柔佛DT比赛中的帽子戏法获得了亚冠官方评选的本周最佳球员。
2021年10月15日，西悉尼流浪者官方宣布日本边锋小川庆治朗从横滨FC租借加盟，合同期限为一年。
2022年7月14日，横滨FC官方消息，球队前锋小川庆治朗租借加盟K联赛球队FC首尔。

## 國家隊生涯
2009年在尼日利亚举行的U17世少赛，小川是日本U17国家队的一员，只有两次替补出场。

## 外部連結
- Profile at Vissel Kobe （页面存档备份，存于）
- j-league
- 小川慶治朗 – FIFA國際賽競賽紀錄 (存檔)
- 日本職業足球聯賽中的小川慶治朗 （日語）